# Lupinus sulphureus
Lupinus sulphureus är en ärtväxtart som beskrevs av William Jackson Hooker. Lupinus sulphureus ingår i släktet lupiner, och familjen ärtväxter. Inga underarter finns listade i Catalogue of Life.